# RMS Berengaria

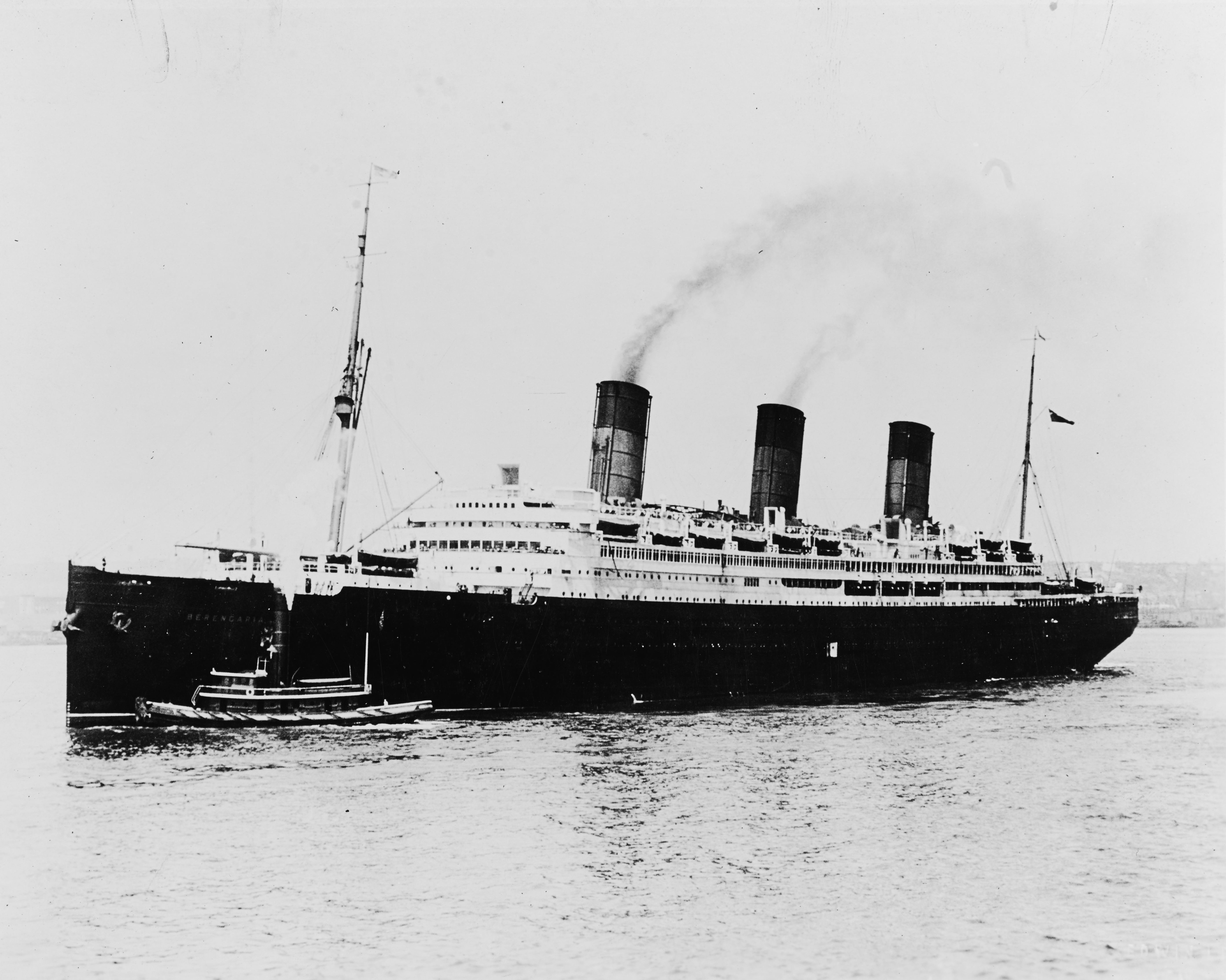
RMS Berengaria, c. 1920

RMS Berengaria (SS Imperator) là một tàu biển được chế tạo cho Hamburg America Line (Hamburg Amerikanische Paketfahrt Aktien Gesellschaft, hay HAPAG), được hạ thủy vào năm 1912. Vào thời điểm hoàn thành vào tháng 6 năm 1913, nó là tàu chở khách lớn nhất thế giới bằng tổng trọng tải, vượt qua những người khổng lồ mới của White Star, Olympic và Titanic.
Imperator là con tàu đầu tiên trong bộ ba hãng tàu Hamburg American lớn hơn liên tiếp bao gồm S.S Vaterland (Sau này là United States liner Leviathan) và SS Bismarck (Được mua và đổi tên thành Majestic cho dịch vụ chở khách xuyên Đại Tây Dương).
Trong Thế chiến I, con tàu vẫn ở cảng Hamburg. Sau chiến tranh, nó được đưa vào Hải quân Hoa Kỳ một thời gian ngắn với tên gọi USS Imperator (ID-4080) và làm việc như một phương tiện vận chuyển, đưa quân đội Mỹ trở về từ châu Âu. Sau khi phục vụ với Hải quân Hoa Kỳ, Imperator đã được bàn giao cho Cunard Line của Anh như một phần của sự đền bù chiến tranh nơi nó trở thành chiếc RMS Berengaria hàng đầu trong thập kỷ cuối cùng của sự nghiệp.